# Des Moines Capitols
Die Des Moines Capitols waren ein US-amerikanisches Eishockeyfranchise der International Hockey League in Des Moines, Iowa. Die Spielstätte der Capitols war die Oak Creek Ice Arena.

## Geschichte
Die Des Moines Oak Leafs aus der International Hockey League wurden 1972 von Crawford C. Hubbell aufgekauft und in Des Moines Capitols umbenannt. Nachdem die Mannschaft in ihrer ersten Spielzeit den dritten Platz der South Division belegt hatte, gewann sie in der Saison 1973/74 mit 96 Punkten zunächst die Fred A. Huber Trophy als Gewinner der regulären Saison, ehe sie anschließend im Finale um den Turner Cup in der Best-of-Seven-Serie mit 4:2 Siegen die Saginaw Gears schlugen. Im folgenden Jahr konnte die Mannschaft nicht an diesen Erfolg anknüpfen und das Franchise wurde im Anschluss an die Saison 1974/75 aufgelöst.

## Saisonstatistik
Abkürzungen: GP = Spiele, W = Siege, L = Niederlagen, T = Unentschieden, OTL = Niederlagen nach Overtime SOL = Niederlagen nach Shootout, Pts = Punkte, GF = Erzielte Tore, GA = Gegentore, PIM = Strafminuten
| Saison  | GP | W  | L  | T | OTL | SOL | Pts | GF  | GA  | Platz     | Playoffs   |
| 1972–73 | 74 | 30 | 41 | 3 | —   | —   | 63  | 279 | 360 | 3., South |            |
| 1973–74 | 76 | 45 | 25 | 6 | —   | —   | 96  | 316 | 247 | 1., South | Turner Cup |
| 1974–75 | 76 | 31 | 38 | 7 | —   | —   | 69  | 253 | 264 | 4., South |            |

## Team-Rekorde

### Karriererekorde
Spiele: 178  Ken Wright
Tore: 82  Peter Mara
Assists: 130  Peter Mara
Punkte: 212  Peter Mara
Strafminuten: 429  Ken Wright